# Wade H. Haislip

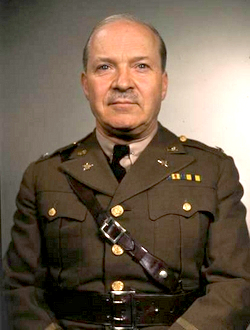
General Wade H. Haislip

Wade Hampton Haislip (* 9. Juli 1889 in Woodstock, Virginia; † 23. Dezember 1971 in Washington, D.C.) war ein US-amerikanischer General der US Army, der unter anderem zuletzt zwischen 1949 und 1951 Vize-Chef des Generalstabes des Heeres (Vice Chief of Staff of the Army) war.

## Leben

### Erster Weltkrieg und Nachkriegszeit
Haislip, drittes von vier Kindern von Reuben Drake Haislip und dessen Ehefrau Etta Heller Haislip, begann nach dem Schulbesuch eine militärische Ausbildung an der US Military Academy in West Point, die er 1912 abschloss. Nach seiner Beförderung zum Leutnant fand er verschiedene Verwendungen in der US Army und diente nach dem Kriegseintritt der USA in den Ersten Weltkrieg im Generalstab des V. Korps (V Corps) während der Besetzung Deutschlands.
Nach Kriegsende fand er zahlreiche weitere Verwendungen in der US Army und war unter anderem Instrukteur an der US Military Academy sowie Verwaltungsassistent des stellvertretenden Vize-Kriegsministers (Assistant Secretary of War). Am 25. Juni 1932 wurde er Instrukteur am Command and General Staff College (CGSC) in Fort Leavenworth und verblieb dort bis zum 31. Juli 1936. Während dieser Zeit erfolgte am 1. August 1935 seine Beförderung zum Oberstleutnant (Lieutenant Colonel). Im Anschluss war er zwischen dem 1. August 1936 und dem 31. Mai 1938 stellvertretender Kommandeur des 29. Infanterieregiment (29th Infantry Regiment) sowie vom 1. Juni bis zum 1. September 1938 ins Büro des Chefs der Infanterie abgeordnet, ehe er zwischen dem 1. September 1938 und März 1940 im Referat für Haushalts- und Gesetzgebungsplanung im Generalstab des Heeres im Kriegsministerium tätig war. Im Anschluss war er vom 23. April 1940 bis Januar 1941 Leiter des Referats für Haushalts- und Gesetzgebungsplanung im Generalstab des Heeres und erhielt in dieser Verwendung am 16. November 1940 den Brevet-Rang als Oberst. Am 29. Januar 1941 wurde ihm der Brevet-Rang eines Brigadegenerals verliehen, woraufhin er zwischen dem 19. Februar 1941 und dem 19. Januar 1942 Assistierender Chef des Stabes des Heeres (Assistant Chief of Staff (G-2)) im Kriegsministerium war.

### Zweiter Weltkrieg

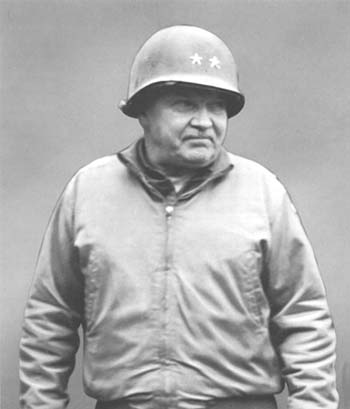
Generalmajor Wade H. Haislip während des Zweiten Weltkrieges

Nach dem Angriff auf Pearl Harbor und dem damit verbundenen Eintritt der USA in den Zweiten Weltkrieg am 8. Dezember 1941 fungierte Haislip zwischen dem 20. Januar bis zum 7. Februar 1942 kurzzeitig als stellvertretender Kommandeur der 4. Motorisierten Division (4th Motorized Division) und wurde als solcher am 1. Februar 1942 zum Oberst (Colonel) befördert. Am 9. März 1942 wurde ihm der Brevet-Rang eines Generalmajors verliehen und er war daraufhin vom 9. März 1942 bis Februar 1943 Kommandeur der 85. Infanteriedivision (85th Infantry Division). 1943 wurde ihm für seine Verdienste erstmals die Army Distinguished Service Medal verliehen.
Im Anschluss fungierte er zwischen dem 23. Februar 1943 und seiner Ablösung durch Generalleutnant Walter M. Robertson am 2. Juni 1945 als Kommandierender General des in Nordwesteuropa operierenden XV. Korps (XV Corps). Während dieser Zeit wurde er am 3. Juni 1944 auch zum Brigadegeneral befördert und ebenfalls 1944 mit einer weiteren Army Distinguished Service Medal ausgezeichnet. Im August 1944 nahm er mit seinem Verband an der Befreiung Frankreichs sowie an der Schlacht im Kessel von Falaise (12. bis 21. August 1944) teil. Als Kommandierender General war er maßgeblich an der Operation Undertone beteiligt, mit der vom 15. bis zum 24. März 1945 die Pfalz, Teile des Rheinlandes und die während dem Unternehmen Nordwind zeitweilig verlorenen Gebiete des nördlichen Elsass und Lothringens unter alliierte Kontrolle kamen. Darüber hinaus war er an der Schlacht um Nürnberg (16. bis 20. April 1945) beteiligt. Die Einnahme Nürnbergs durch Einheiten der 7. US-Armee war von hohem Symbolwert; strategisch war das großteils zerstörte Nürnberg in dieser Phase des Krieges nicht von besonderer Bedeutung. 1945 wurde ihm eine dritte Army Distinguished Service Medal sowie der Legion of Merit verliehen.

### General undVice Chief of Staff of the Army

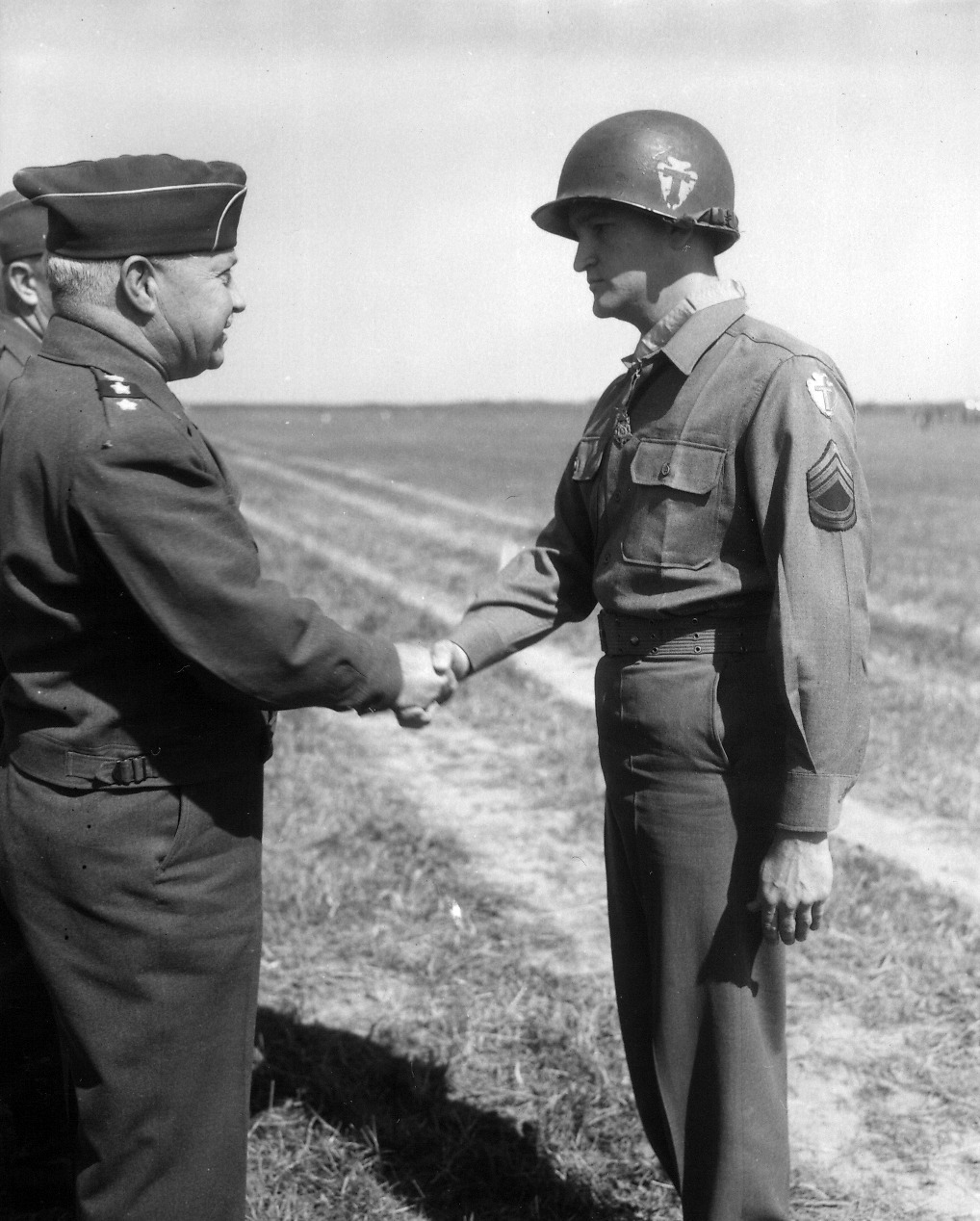
Generalleutnant Haislip (links) gratuliert Technical Sergeant Charles H. Coolidge am 18. Juni 1945 zur Verleihung der Medal of Honor

Haislip erhielt am 15. April 1945 den Brevet-Rang eines Generalleutnants und war daraufhin vom 2. Juni bis Juli 1945 in Personalunion Kommandeur der Siebten US-Armee (Seventh US Army) sowie Kommandierender General des Militärdistrikts West in Deutschland. Nach seiner Rückkehr in die Vereinigten Staaten war er vom 23. August 1945 bis April 1946 Präsident des Personalausschusses beim Kriegsminister (Secretary of War), Robert P. Patterson, sowie im Anschluss zwischen dem 15. Mai 1946 und dem 31. Mai 1948 Seniormitglied der Beratungsgruppe des Chefs des Heeresstabes (Chief of Staff of the Army), General Dwight D. Eisenhower. Während dieser Verwendung erfolgte am 1. Juli 1947 auch seine Beförderung zum Generalmajor (Major-General). Er war im Anschluss vom 15. November 1948 bis zum 22. August 1949 stellvertretender Chef des Heeresstabes für Verwaltung (Deputy Chief of Staff for Administration, US Army).
Zuletzt wurde Haislip am 23. August 1949 Nachfolger von General J. Lawton Collins als Vize-Chef des Generalstabes des Heeres (Vice Chief of Staff of the Army) und damit Stellvertreter von General Collins, der nunmehr Chief of Staff of the Army war. Am 1. Oktober 1949 wurde er zum General befördert und trat am 31. Juli 1951 in den Ruhestand, woraufhin General John E. Hull neuer Vice Chief of Staff of the Army wurde. Nach seinem Ausscheiden aus dem aktiven Dienst war er noch zwischen 1951 und 1966 Gouverneur des Veteranenwohnheims (Armed Forces Retirement Home) in Washington, D.C. und wurde für diese Tätigkeit 1966 zum vierten Mal mit der Army Distinguished Service Medal geehrt.
Haislip, der mit Alice Junnings Shepherd Haislip verheiratet war, wurde nach seinem Tode auf dem Nationalfriedhof Arlington beigesetzt.

## Auszeichnungen
Auswahl der Auszeichnungen, sortiert in Anlehnung der Order of Precedence of Military Awards:
- Army Distinguished Service Medal (4×)
- Legion of Merit
- Bronze Star (2×)